# ストローク (エンジン)
内燃機関の文脈において、ストローク（英語: stroke）または行程（こうてい）という用語は以下の意味を持つ。
- エンジンのサイクルの工程（例えば圧縮行程、排気行程）。その間にピストンは上から下まで、あるいはその逆に移動している。
- ピストンエンジンによって使われる出力サイクルの種類（例えば2ストローク機関、4ストローク機関）。
- 「行程長」。それぞれのサイクル中にピストンが移動する距離。行程長とボア径（内径）と気筒数がエンジンの排気量を決定する。

## 出力サイクルの工程

4ストローク機関の工程/行程。
1: 吸入
2: 圧縮
3: 燃焼
4: 排気

一般的使われる工程または行程（すなわち4ストローク機関で使われるもの）を以下に記述する。エンジンの種類が異なれば工程も大きく異なっている。

### 吸入行程
吸入行程は4ストローク（例えばオットーサイクルまたはディーゼルサイクル）機関における最初の工程である。ピストンは下向きに運動して、混合気（あるいは直噴エンジンの場合は空気のみ）を燃焼室に引き入れる負圧を作り出す。混合気は気筒の頂部にある吸気弁（バルブ）を通ってシリンダー（気筒）に入る。

### 圧縮行程
圧縮行程は4ストローク機関における4段階のうちの2番目である。
この段階では、混合気（または直噴エンジンの場合は空気のみ）がピストンによって気筒の上部へ圧縮される。これは、ピストンの上向きの動きと、燃焼室の容積の減少の結果である。この工程の終わり頃、混合気はガソリンエンジンでは点火プラグによって、ディーゼルエンジンでは自己発火によって、発火する。

### 燃焼行程
燃焼行程は第3の工程であり、発火した混合気が膨張し、ピストンを下向きに押し下げる。この膨張によって作り出された力がエンジンのパワーを作り出す。

### 排気行程
排気行程は4ストローク機関における最終工程である。 この工程では、ピストンは上向きに動き、燃焼行程中に作り出されたガスを追い出す。ガスは気筒の頂部にある排気弁を通って気筒から出ていく。この工程の最後に、排気弁が閉じ、吸気弁が開く。

## 出力サイクルの種類
ピストンエンジンによって使われる熱力学サイクルはサイクルを完了するための行程数によって言い表されることが多い。最も一般的な設計は2ストロークと4ストロークである。あまり一般的ではない種類には5ストローク機関、6ストローク機関、2+4ストローク機関がある。

## 行程長
行程長は気筒内をピストンがどれだけ移動するかを表わしている。クランクシャフト上のクランクによって決定される。

## 蒸気機関
「ストローク」という用語は機関車の気筒内のピストンの運動にも適用される。